# Červenka (ort)
Červenka är en ort i Tjeckien.   Den ligger i regionen Olomouc, i den östra delen av landet, 190 km öster om huvudstaden Prag. Červenka ligger 233 meter över havet och antalet invånare är 1 361.
Terrängen runt Červenka är platt åt nordost, men åt sydväst är den kuperad.Runt Červenka är det ganska tätbefolkat, med 96 invånare per kvadratkilometer. Närmaste större samhälle är Olomouc, 18,7 km sydost om Červenka. Trakten runt Červenka består till största delen av jordbruksmark.